# Vršaj
Vršaj je kup grobo zrnatega materiala (proda ali peska)  na mestih, kjer reka izstopi iz ozke gorske struge v širšo, ki poteka po dolini. Vršaj je kopaste oblike in nastane zaradi naglega zmanjšanja hitrosti toka in posledično zaradi manjše transportne moči vode.
Pogosto velike reke, ki počasi tečejo po širših dolinah, ne morejo valiti velikih blokov, kakršne prinašajo hudourniki. Taki bloki zato ob vstopu v dolino obtičijo in z nasipavanjem ustvarijo vršaj, ki s časom lahko preusmeri tok reke v eno ali več novih strug.
Zaradi prhke in rodovitne nanešene prsti se je človek že v davnini rad naseljeval na vršajih, čeprav je gradnja na hudourniških vršajih lahko zelo nevarna, prav zaradi pogostega menjavanja strug. Pri vršajih, ki nastanejo pod mostovi, lahko odprtine (razponi) postanejo ščasoma zaradi nasipavanja premajhne, tako da se visoke vode prelijejo preko cestišča. Prav tako lahko hudournik prekine cesto ali železnico, če spremeni strugo v zgornjem delu vršaja in začne teči v popolnoma novi smeri.